# Zack og Codys Søde Hotelliv
Zack og Codys Søde Hotelliv er en amerikansk tv-serie fra Disney. Originaltitlen The Suite Life of Zack & Cody rummer et ordspil, da "suite" lyder som "sweet".

## Handling
Serien handler om tvillingerne Zack og Cody Martin (spillet af hhv. Dylan og Cole Sprouse), der bor på The Tipton Hotel. Deres mor, Carey Martin (Kim Rhodes), er sangerinde på hotellet, og derfor har familien fået en suite stillet til rådighed.
Zack og Cody er begge meget larmende og irriterende børn, mener Mr. Moseby (Phill Lewis), der driver hotellet. Den rige arving London Tipton  (Brenda Song) bor også på hotellet, fordi hendes far ejer det. Maddie Fitzpatrick (Ashley Tisdale), den kloge pige, der arbejder i slikboden på hotellet, har altid været lidt jaloux på den rige arving. Zack og Cody oplever spændende ting på hotellet sammen med Maddie, London, Mr. Moseby, Carey og resten af medarbejderne på The Tipton Hotel.

## Hovedpersonerne pr. afsnit
| Figurer            | Spillet af     | Sæson 1 | Sæson 2 | Sæson 3 |
| ------------------ | -------------- | ------- | ------- | ------- |
| Zack Martin        | Dylan Sprouse  | 26      | 39      | 23      |
| Cody Martin        | Cole Sprouse   | 26      | 39      | 23      |
| London Tipton      | Brenda Song    | 26      | 37      | 23      |
| Maddie Fitzpatrick | Ashley Tisdale | 26      | 38      | 12      |
| Mr. Moseby         | Phill Lewis    | 26      | 39      | 23      |
| Carey Martin       | Kim Rhodes     | 26      | 39      | 22      |

## Bipersoner
Udover de seks hovedpersoner medvirker et større antal andre personer som hotelpersonale, gæster, klassekammerater osv. Nedenfor er gengivet dem, der har optrådt i 7 afsnit eller mere:
- Alyson Stoner – Max
- Anthony Acker – Norman, Dørmanden
- Adrian R'Mante – Esteban Ramírez
- Brian Stepanek – Arwin Hawkhauser
- Estelle Harris – Muriel
- Charlie Stewart – Bob
- Patrick Bristow – Patrick
- Aaron Musicant – Lance
- Monique Coleman – Mary Margaret
- Sophie Tamiko Oda – Barbara Brownstein
- Camilla & Rebecca Rosso – Jessica & Janice

## Andre personer
- Caroline Rhea – Ilsa Shickelgrubermeiger-Von Helsinger Kepelugerhoffer

## Danske stemmer
- Jarl Thiesgaard: Zack Martin
- Jamie Morton: Cody Martin
- Marie Askehave: Carey Martin
- Benjamin Kitter: Esteban Ramírez og Chef Paolo
- Andreas Nicolet: Bob, Lance og andre biroller
- Thomas Mørk: Mr. Marion Moseby
- Sara Poulsen: London Tipton
- Maja Iven Ulstrup: Maddie Fitzpatrick
- Thea Iven Ulstrup
- Annevig Schelde Ebbe: Mary Margaret, Jessica & Janice og andre biroller
- Marie Søderberg
- Tara Toya
- Peter Røschke
- Torben Sekov
- Kristian Holst
- Jan Tellefsen

## Episoder
| Sæson   | Ep # | Første udsendelse | Sidste udsendelse |
| ------- | ---- | ----------------- | ----------------- |
| Sæson 1 | 26   | 18. marts 2005    | 27. januar 2006   |
| Sæson 2 | 39   | 3. februar 2006   | 2. juni 2007      |
| Sæson 3 | 23   | 23. juni 2007     | September 2008    |

## Internationalt
| Land           | Netwærk                       | Premiere           | Navn                                             |
| -------------- | ----------------------------- | ------------------ | ------------------------------------------------ |
| Danmark        | Disney Channel (Skandinavien) | 16. september 2005 | Zack og Codys Søde Hotelliv                      |
| USA            | Disney Channel (USA)          | 18. marts 2005     | The Suite Life of Zack and Cody                  |
| Storbritannien | Disney Channel (UK)           | 7. maj 2005        | The Suite Life of Zack and Cody                  |
| Tyrkiet        | Disney Channel (Tyrkiet)      | 29. april 2007     | Zack & Cody'nin Lüks Yaşamı                      |
| Frankrig       | Disney Channel (Frankrig)     | 23. september 2005 | La vie de palace de Zack et Cody                 |
| Italien        | Disney Channel (Italien)      | 5. marts 2007      | Zack e Cody al Grand hotel                       |
| Spanien        | Disney Channel (Spanien)      | 12. september 2005 | Hotel, Dulce Hotel: Las aventuras de Zack y Cody |
| Tyskland       | Disney Channel (Tyskland)     | 3. oktober 2005    | Hotel Zack und Cody                              |
| Norge          | Disney Channel (Skandinavien) | 16. september 2005 | Zack og Codys Søte Hotelliv                      |
| Sverige        | Disney Channel (Skandinavien) | 16. september 2005 | Zack och Codys Ljuva Hotelliv                    |
| Finland        | Disney Channel (Skandinavien) | 16. september 2005 | Zackin ja Codyn viide tähden elämää              |
| Polen          | Disney Channel (Polen)        | 2. december 2006   | Nie ma to jak hotel                              |
| Brasilien      | Disney Channel (Brasilien)    | 12. oktober 2005   | Zack e Cody: Gêmeos em Ação                      |
| Australien     | Disney Channel (Australien)   | September 2005     | The Suite Life of Zack and Cody                  |
| Indien         | Disney Channel (Indien)       | Januar 2006        | The Suite Life of Zack and Cody                  |
| Sydafrika      | Disney Channel (Sydafrika)    | 26. september 2006 | The Suite Life of Zack and Cody                  |